# Пожар в Библиотеке Академии наук СССР
Пожар в Библиотеке Академии наук СССР в Ленинграде — чрезвычайное происшествие, случившееся в ночь на  15 февраля 1988 года, в результате которого огнём и водой был нанесён огромный ущерб книгам.

## Пожар
Здание библиотеки АН СССР (ныне библиотека РАН) располагается в Ленинграде (Санкт-Петербурге), на Васильевском острове, по адресу Биржевая линия, № 1. Сигнал на пульт дежурного пожарной охраны о возгорании газетного фонда на третьем этаже зафиксировали в 20:31 14 февраля 1988 года. Пожарные сумели локализовать очаг данного возгорания только в 00:30 на другие сутки, после чего уехали. В 4:30 15 февраля возник новый очаг возгорания — в другом конце здания, в фонде отечественной и иностранной литературы. Второй пожар был гораздо серьёзней; спустя час, когда стало ясно, что борьба с ним затянется надолго, все подъезды к Биржевой линии Васильевского острова были перекрыты пожарными машинами и объявлена общая тревога. Горели 4 и 5 этажи, чёрный дым над Васильевским островом был виден из разных концов Ленинграда. Когда запасы воды в пожарных машинах закончились, её стали качать из Невы. По воспоминаниям очевидцев, из окон летели куски книг и мебели. Борьба с огнём продолжалась без малого 15 часов.

## Расследование пожара
По факту возгорания в газетном фонде и фонде отечественной и иностранной литературы было возбуждено уголовное дело. Первой версией стал пожар от непогашенного окурка, якобы оставленного в урне работником библиотеки Константином Бутыриным. На допросах Бутырин свою вину полностью отрицал, утверждая, что стол, рядом с которым находился очаг возгорания, не был его рабочим местом, окурок же, если он вообще существовал, мог быть оставлен кем угодно, и что в хранилищах он не курил никогда. Новые версии возникли лишь несколько месяцев спустя. Сотрудников библиотеки обвиняли в халатности, хищении книг, умышленном поджоге, но ни одна из этих версий так и не нашла подтверждения. Подобные предположения выдвигал, в частности, Александр Невзоров в своей программе «600 секунд». Основной загадкой остаётся то, что в двух противоположных концах здания, отгороженных друг от друга железобетонной стеной, практически одновременно вспыхнули два фонда, что говорит в пользу версии об умышленном поджоге.
Колоссальный урон был нанесён Фонду академика РАН Д. С. Лихачёва (1906—1999): выгорело свыше 100 тысяч книг, зола дошла до 3 этажа. 
Следствие не привело к сколько-нибудь убедительной версии происшествия, и через год было прекращено.

## Последствия пожара
Человеческих жертв не было. В результате пожара и его тушения серьёзно пострадали 3,5 миллиона единиц хранения, 7005 м² (47 % площади) хранилищ, уничтожено около 400 тысяч книг и периодических изданий, среди которых немало весьма редких и дорогостоящих, в том числе 2640 подшивок газет (сплошь с 1922 по 1953 годы, 1⁄3 всего газетного фонда). Вскоре после пожара возникла угроза беспрецедентного по масштабам поражения намокших фондов плесенью.
Прежде всего, книги необходимо было просушить. Жители Ленинграда на следующий же день предложили свою помощь в сушке книг и разборке завалов. Книги выдавались ленинградцам под честное слово, но ни одна из них не пропала, и книги были возвращены уже просушенными. Книги, которые необходимо было восстанавливать и спасти от плесени, помещались в морозильные камеры ленинградских хладокомбинатов. Свою помощь предлагали и люди из других городов — на счёт БАН перечислялись деньги, по почте присылались газеты и книги от библиотек других регионов и частных лиц. Из-за рубежа помощь библиотеке оказали Арманд Хаммер и ряд других влиятельных бизнесменов. Книги были законсервированы в бескислотный картон, многие из них находятся на консервации по сей день[когда?]

. За два десятка лет реставраторам удалось восстановить лишь малую часть единиц хранения.
Также пожар стал поводом к отставке вице-президента АН СССР по общественным наукам П. Н. Федосеева и директора БАН СССР В. А. Филова.

## Материалы по теме
- Документальный фильм «Дым отечества». Реж. Виктор Семенюк, 1988 г.
- Документальный фильм «Нет дыма без огня. Тайна пожара на Васильевском». Реж. Ника Стрижак, 2009 г.
- Горькие мысли после пожара, Дмитрий Лихачёв